# 귀거래사 (드라마)
《귀거래사》는 MBC TV에서 1991년 7월 14일에 방영된 베스트극장으로, 중년의 직장인이 겪는 일상과 입시생 소녀가 겪는 갈등을 잔잔하게 그려 삶의 의미를 새롭게 일깨워보았다.

## 줄거리
중년의 김 부장은 회사에서는 경영진과 젊은 후배 사이에 끼고, 집에서는 노부모와 남녀평등을 주장하는 아내와의 사이에 끼어 힘든데, 어느 날 췌장암이라는 선고를 받고 비관하여 다시는 돌아올 수 없는 자살여행을 제주도로 떠난다. 거기서 입시지옥에 찌들어 삶에 회의를 느끼고 가출한 소녀를 만나게 된다.

## 출연
- 전무송
- 전미선
- 오현경
- 남일우
- 박정수
- 서권순